# Качу
Качу́ (вьет. ca trù, тьы-ном 歌籌) — северовьетнамская музыкальная профессия. Качу появились в XVI веке в общинных домах в виде более крупных ансамблей, позже начав развлекать состоятельных вьетнамцев на званых ужинах и выступать для королевского двора. Работа на званых ужинах установила связь между качу и интеллектуальной элитой, обогатившей их репертуар стихами лучших поэтов страны. После французского завоевания Вьетнама качу переместились в городские рестораны, имеющие репутацию злачных мест, что негативно отразилось на престиже профессии. По этой же причине после коммунистической революции 1945 года профессия около 40 лет испытывала гонения, однако в конце 1980-х годов отношение к ней поменялось, а в 2009 году ЮНЕСКО внесло качу в список шедевров устного и нематериального наследия, нуждающихся в срочной защите.
Современный ансамбль качу состоит из музыканта-лютниста, певицы и барабанщика. Работа певицы-качу близка к работе гейши и кисэн. «Пение» качу представляет собой сложную форму мелодекламации стихов под музыку, также она аккомпанирует себе на ударном инструменте фать. Представление сопровождает лютня дандай, сохранившаяся только в искусстве качу, и барабан чонгтяу, на котором играет один из гостей.
Деревенские качу организовывали гильдии, управлявшие их работой, современные качу объединяются в кружки, обучающие и направляющие их работу. Широко освещается работа ханойского кружка «Тханглонг», который ввёл множество инновативных педагогических и исполнительских практик.

## История

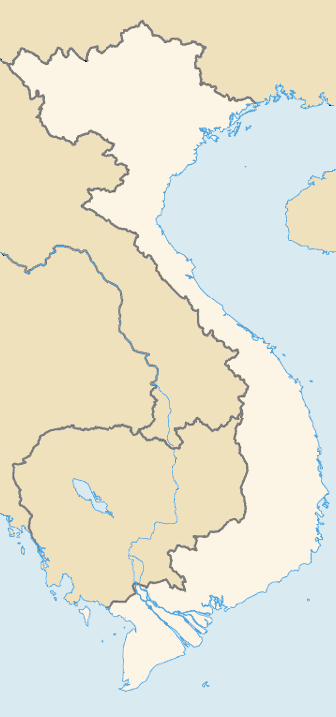
Провинции, в которых распространено искусство качу

### Название
До 1980-х годов данный жанр обычно называли «хат адао» (hát ả đào, букв. «пение певиц»), однако в 1990-х годах и позже самым распространённым названием стало «качу». Слово «качу» — китаизм, составленный из слов кит. 歌, пиньинь gē, палл. гэ «петь» и кит. трад. 籌, пиньинь chóu, палл. чоу «билет, карточка»: в прошлом зрители выказывали симпатию выступающим, кладя бамбуковые фишки им в корзину, в зависимости от количества фишек рассчитывался гонорар музыкантов.
Самих певиц именуют качу, адао (от «хат адао»), из-за ассоциаций слова «а» с проституцией заменяемое на кодао (cô đào), и вариантной формой последнего — кодау (cô đầu). Одной из первых знаменитых певиц называют Дао Тхи (вьет. Đào Thị), работавшую во время правления Ли Тхай-то (1010—1028 годы), от её имени, по легенде, произошло название даоныонг (đào nương). Слово «даоныонг», однако скорее всего означало всех певиц в общем, вне зависимости от жанра.
Ранее подобные выступления именовали по-разному в зависимости от функции — каждый вид выступления подразумевал конкретный репертуар:
- хат кыа динь (hát cửa đình, «пение в общинных домах») — ритуальное пение для ублажения духов,
- хат ка конг (hát ca công) — пение в храмах предков,
- хат тхи (hát thi, «конкурсное пение»),
- хат ня то (hát nhà tơ) — пение на банкетах для учёных и чиновников,
- хат ня чо (hát nhà trò) — юмористические театрализованные развлекательные номера,
- хат кыа куен (hát cửa quyền) — работа во дворце,
- хат тёй (hát chơi, развлекательное пение) — музицирование в доме уважаемого человека.

Ещё одно слово, которым в XVII—XVIII веках называли качу, куанзяп (quản giáp), изначально относилось к чиновникам, ответственным за придворные танцы во время правления династии Ли.

### До XVI века
Неизвестно точно, когда появилась профессия качу. Сами качу ведут историю своего существования с династии поздних Ли, 1010—1225, тогда музыканты, носившие в то время название хаткхуон (вьет. hát khuôn), обслуживали только религиозные и придворные церемонии. Историки не находят достаточного убедительных доказательств для столь раннего дебюта и считают заявления о появлении качу почти сразу же после избавления от китайского владычества частью патриотического дискурса.
Первое упоминание слова «качу» встречается в стихотворении XV века Ле Дык Мао, но однозначно установить соответствие упомянутых «качу» и современного жанра невозможно.

Десятки чашек рисового вина, сотни выступлений качу. Радость от зрелища выступающих качу на праздничном приёме пищи.
Оригинальный текст (вьет.)Thọ bôi kể chục, ca trù điểm trăm. Mừng nay tiệc ca trù thị yến
— Ле Дык Мао

### С XVI века до Индокитайской войны

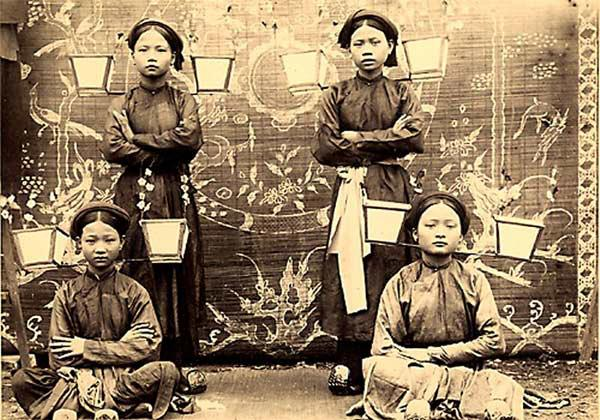
Певицы-качу начала XX века

Самая древняя из форм качу, исполнявшаяся ансамблем музыкантов, датируется XVI веком. В это время в общинных домах появляется множество резных изображений ансамблей (в основном состоящих из мужчин), включающих духовые, ударные и струнные инструменты, в том числе лютню с длинным грифом, аналогичную современному дандаю.
Влияние на искусство качу оказал поэтический жанр хатной (hát nói), 11-строчные стихотворения, очень популярные у интеллектуальной элиты в XVII—XVIII веках и считающиеся лучшими в репертуаре качу. Умение исполнить песню на только что представленные стихи считалось важным навыком для умелой качу.
В нынешней форме трио качу появилось на границе XVIII—XIX веков. Множество надписей на каменных стелах, датируемых XVII—XVIII веками, сообщают о том, что качу, по-видимому, изначально музицировали именно в общинных домах, со временем сформировав гильдии (giáo phường), которые продавали право выступления разным деревням; во время гражданских войн в конце XVII — начале XVIII столетия у гильдий образовались долги, которые богатые учёные и чиновники выкупали в обмен на выступления в своих домах. Это объясняет как уменьшение размера ансамбля до двоих музыкантов, так и появление в профессии множества женщин, от которых спонсор мог требовать оказания сексуальных услуг.
Члены гильдии зачастую находились в родстве через усыновление и брак, они устанавливали строгие правила для своих музыкантов, включая правила поведения. Гильдии начали угасать после французского завоевания Вьетнама, и к середине XX века они полностью исчезли.
В XVII—XIX веках качу стояли вне кастовой системы и могли развлекать самых высокопоставленных клиентов. Позже ассоциация с конфуцианскими учёными и богатыми интеллектуалами сыграла против качу.
Урбанизация Вьетнама под властью Франции вызвала приток качу в города, где они стали выступать в «песенных домах»-ресторанах (ca quán, какуан), которые подавали клиентам в том числе алкоголь и опиум. Качу именовали «певицами» (cô đầu, кодау), вместе с ними там же работали официантки, называемые «винными певицами» (cô đầu rượu, кодау рыоу) — они бывали вовлечены в проституцию. Престиж профессии упал из-за возникшей ассоциации между качу и проституцией, из-за этого французские власти стали обвинять в том, что они извратили данное искусство. Согласно данным полиции, в 1937 году было открыто 270 «песенных домов», в 1954 — 95, из которых 45 работали нелегально.

### После 1945 года
После прихода к власти коммунистов на севере Вьетнама в 1945 году качу попали под удар пропаганды, которая выставляла их декадентками и проститутками. В 1954 году все «песенные дома» закрыли из-за «безнравственности», и певицам с музыкантами пришлось искать другую работу. В период с конца 1950-х по конец 1980-х годов качу находились под неофициальным запретом, их выступления были крайне редким событием. При этом если администрация всё же разрешала провести выступление, то требований изменить музыкальную партию «под революционные песни» они не выдвигали, ограничиваясь изменением слов песни. В XXI веке качу не используют этот репертуар, считая его анахронизмом.
Известно, однако, что Хо Ши Мин посещал выступление качу в Храме литературы во время празднования лунного Нового года в 1962 году. В 1975 году учёный Чан Ван Кхе сделал аудиозаписи выступлений тех двух качу, которые пели для Хо Ши Мина, и опубликовал их двумя годами позднее. Первым из чиновников качу начал пропагандировать Нгуен Суан Кхоат, возглавлявший профсоюз музыкантов в 1940—1942 годах: он читал лекции о качу на конференциях, в образовательных учреждениях и на радио. Все эти ранние усилия производились в атмосфере жёсткого государственного контроля и подчёркивали «революционную компоненту» в выступлениях. Салонные жанры музыки качу в этот период оставались без внимания, все усилия по сохранению этого вида искусства были сосредоточены на пении в общинных домах, несмотря на то, что большинство вовлечённых на этом этапе качу до революции специализировались именно на салонном пении.
С началом политики «обновления» в 1986 году и возрождением интереса к традиционной культуре правительство начало поддерживать искусство качу. В 1991 году был открыт Ханойский кружок качу (Câu lạc bộ Ca trù Hà Nội), а в 1993 — Тхайхаский кружок качу (Câu lạc bộ Ca trù Thái Hà). Власти больше не обличают качу как пережиток прошлого, включив его в дискурс «богатой оттенками национальной культуры», возникший после VIII Съезда Коммунистической партии Вьетнама (1998).

### XXI век
После того, как ЮНЕСКО внесло качу в список нематериального культурного наследия, престиж профессии снова вырос, появилась государственная поддержка: начали проводить фестивали этого вида искусства, стали открываться новые кружки качу. Усилия по возрождению жанра координирует Вьетнамский институт музыкологии. Забвение профессии зачастую объясняют Индокитайской и Вьетнамской войнами, тогда как роль Коммунистической партии Вьетнама замалчивают.
В 2011 году в профессии было 140 человек из 23 клубов и кружков. Качу восстановили несколько утерянных танцев, в частности, «танец фонариков» (múa đèn, муа дэн), который ранее исполняли в императорском дворце и на деревенских фестивалях. Хотя большинство современных энтузиастов пытаются возродить искусство качу в том виде, в котором оно существовало в доколониальную эпоху, некоторые ансамбли экспериментируют с музыкой и словами песен. Возрождение культуры после начала политики «обновления» в целом характеризуется попытками «улучшения» практик для того, чтобы они лучше подходили для нового социалистического общества, однако в случае с качу основной фокус находится на доколониальной традиции.

## Искусство
Существует два вида представлений качу: «музыкальная сессия» (buổi hát, быойхат) в традиционном смысле, сопровождающая банкет неопределённой длины, и официальное «выступление» (trình diễn, чиньдьен), где аудитория занята только тем, что слушает музыку. Представление исполняется троими музыкантами (иногда оно сопровождается танцем). Сама певица-качу поёт лирические баллады со сложной мелодией и аккомпанирует себе на фать (вьет. phách), небольшом бамбуковом ударном инструменте (иногда — также на маленькой металлической пластинке); музыкант-качу, сидящий по левую руку от певицы, играет на трёхструнной лютне дандай (đàn đáy). Третий участник представления — высокопоставленный гость, сидящий по правую руку от певицы. Он иногда ударяет палочкой по барабану чонгтяу (вьет. trống chầu): если ему нравится песня, то ударами гость поддерживает ритм, а если не нравится — то определённым ударом даёт понять это исполнителям.
Выступления качу разных жанров существовали не изолированно, а в виде спектра, перекрываясь и взаимодействуя.

### Пение
Песни качу представляют собой сложную мелодекламацию с особой дыхательной техникой дохот (вьет. đổ hột). Существует 56 мелодий качу, называемых тхэкать (вьет. thể cách), из них обычно используется около дюжины. Стихи для их песен принадлежали знаменитым поэтам «золотого века» вьетнамской литературы: Нгуен Конг Чы, Као Ба Куата, Зыонг Кхюэ и другие. Обычная тематика песен — целеустремлённость, терпение, гедонизм, любовь, пессимизм, природа, юмор и наставления. Некоторые произведения включают инструментальные интерлюдии.

### Ударные

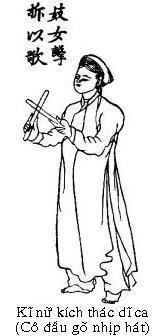
Певица с палочками

Перкуссионный инструмент фать представляет собой полоску бамбука, по которой ударяют двумя палочками; используется три вида ударов: двойной одной палочкой, одинарный и удар обеими сразу. Фать создаёт сложный ритмический рисунок выступления качу.
Другой ударный инструмент, чонгтяу, представляет собой небольшой двухсторонний барабан, по которому ударяют тонкой палочкой. На барабане играет не музыкант, а либо гость (исторически — учёный-эстет), либо член кружка качу, любящий музыку и поэзию. Существует два вида ударов по чонгтяу: сверху («том») и по корпусу («тят»). Имеется множество ритмических последовательностей, в частности, последовательность сюентам (xuyên tâm) исполняется в конце фразы и состоит из двух ударов «том», между которыми производят 1 или более ударов «тят». Выступление начинают три удара «том», один или больше последовательных ударов «тят» означают, что гость доволен музыкой и пением, а 5—7 последовательных ударов «том» и удар «тят» немедленно прекращают исполнение.

### Дандай
Музыкальную партию исполняет лютнист с дандаем, коробкообразной лютней с 8—12 ладами и тремя струнами, настроенными в кварту; звук из него извлекают плектром. Дандай в начале XXI века сохранился лишь в искусстве качу, и малое количество лютнистов подходящей квалификации составляет проблему для организаторов выступлений.
Исполнители пользуются тремя видами украшения звука: глиссандо (nhấn, нян), вибрато (rung, рунг) и особой орнаментацией вай (vẩy), не встречающейся у других инструментов: плектр ударяет по струне сверху вниз, затем, спустя мгновение, кратко ударяет по ней же вверх и затем ещё раз вниз.
Во время интерлюдий лютнист исполняет несколько зафиксированных музыкальных фраз, кхо (khổ), у многих из них есть две версии: «строгая» (khuôn, кхуон), исполняемая каждый раз один-в-один, и «цветочная» (hàng hoa), более украшенная и немного отклоняющаяся от строгого варианта.

## Кружки качу
Обучение искусству качу проходит в «кружках качу» (câu lạc bộ, кау лак бо), подобных гильдиям или цехам. Кружки занимаются руководством и распределением работ среди качу, а также следят за соблюдением стандартов исполнительского мастерства. Кроме музыкального образования, качу получали и другие навыки. Они обучались поэзии и литературе, их учили поддерживать беседу и подавать закуски.
По состоянию на 2005 год Ханойский кружок качу был единственным регулярно проводившим выступления, затем в 2006 году к нему присоединился кружок «Тханглонг». Кружком управляет магнат, «господин (или госпожа) чум» (вьет. trùm).

### Тханглонг
В 2006 году в Ханое открылся кружок качу Тханглонг (Ca Trù Thăng Long), названный по старому имени Ханоя; его основательница, Фам Тхи Хюэ (Phạm Thị Huệ), изучала дантибу, вьетнамский инструмент, родственный китайской пипе, театр тео и южновьетнамское камерное пение тайты, а затем преподавала в Музыкальной академии. Она совмещает европейские педагогические техники с классическим методом обучения на практике путём имитации. Её саму учили традиционным методом двое мастеров: Нгуен Тхи Тюк (Nguyễn Thị Chúc), наиболее опытная качу в кружке, и лютнист Нгуен Фу Де (Nguyễn Phú Đẹ). Особое внимание в Тханглонге уделяют восстановлению традиции пения в общинных домах, они служат кружку концертной площадкой.
Тханглонг сделал упор на профессионализм и обучение новых качу. Обучение бесплатно, однако студенты обязаны заниматься ведением хозяйства в кружке. Фам создала несколько упражнений, которые позволяют быстрее овладеть музыкальным искусством, а также организует ежемесячные концерты своих студентов, помогающие оценить прогресс в обучении. Продолжительность обучения в кружке до «выпуска», после которого студент может обучать других, оценивается в 3—5 лет.
Кружок широко освещается в СМИ благодаря энтузиазму его членов и привлекает на свои выступления множество людей. Вместе с тем его деятельность критикуют другие качу, так как Фам Тхи Хюэ изучала дандай всего год до открытия кружка, пусть и у двоих высокопрофессиональных мастеров, одобривших её решение начать преподавать самой. Другим поводом для критики является то, что Фам и её студентки играют на дандае, традиционно считающемся мужским инструментом — опять же, несмотря на то, что Нгуен Фу Де принял её в ученицы.
В 2010 году Фам Тхи Хюэ переименовала кружок в «гильдию» (giáo phường), что вызвало новую волну критики по причине связи гильдий качу с жанрами, с которыми Тханглонг не работает. Сама она считает, что понятие «гильдии» следует переосмыслить и организовала в своём кружке поддержку пожилых качу, которые уже не могут выступать из-за слабости. Она одновременно совмещает качу с другими, не совмещаемыми исторически жанрами, и строго запрещает использование реконструированных и современных музыкальных инструментов для выступлений.

## Проблемы возрождения жанра
Выбор музыкальной профессии в современном Вьетнаме означает низкий доход, что уменьшает количество желающих овладеть и профессией качу. Современная аудитория зачастую не знакома с классической поэзией, наполненной китаизмами, которую декламируют качу, и не понимает смысла слов в песнях. Подобрать хорошего лютниста для выступления трудно. Мало кто умеет правильно пользоваться барабаном чонгтяу, некоторые места, в частности, кружок Тханглонг, предлагают бесплатные уроки желающим.
За всё время существования этого вида искусства не появилось институтов, присваивающих формальную квалификацию в области музыки качу, а пожилые певицы и музыканты утеряли мастерство за годы гонений. Даже в знаменитых своими качу деревнях Локхе (Lỗ Khê, ханойский уезд Донгань) и Кодам в провинции Хатинь профессиональных музыкантов и певиц почти нет.
С середины XX века качу утратили некоторые теоретические знания, в частности, о пяти ладах (cung, кунг; Nam, Bắc, Huỳnh, Pha, Nao). При этом разница между ладами не всегда включает отношения между нотами, зачастую ограничиваясь подъёмом на квинту, однако полноценное исследование данного вопроса ещё не проведено.
Утрачено множество танцев, сопровождавших выступления качу; на современных фестивальных выступлениях музыку качу часто сочетают с хюэскими придворными танцами и музыкой няняк, что является анахронизмом, однако публике преподносится как «чистая» форма качу. Одновременно с этим попытки осовременить качу, добавив в него новые музыкальные фразы и смешивая с современными музыкальными стилями, встречают осуждение у традиционалистски настроенных активистов.
В то же время в XXI веке качу стали воспринимать музыкальным символом Ханоя и всего Вьетнама.

## В культуре
- Роман Пагода Дан (Chùa Đàn, тюа дан) авторства Нгуен Туана[англ.], созданный вскоре после Августовской революции и опубликованный в 1946 году, описывает отношения музыки качу с французскими колониальными властями и содержит рассуждения относительно отношения к нему коммунистов[56].
- Адаптация романа, фильм «Метхао — было время[вьет.]», получил положительные отзывы критиков. Кинокартину сняла режиссёр Вьет Линь в 2001 году, сама она говорила, что хочет создать «фильм с вьетнамской идентичностью»[57]. Также в фильме показано шаманское пение в жанре «тяуван»[англ.][58].